# ParisTech Shanghai Jiao Tong
L'école d'ingénieur ParisTech Shanghai Jiao Tong, ou École d'ingénieur SJTU-ParisTech (nom de marque ; nom officiel en anglais : SJTU-ParisTech Elite Institute of Technology - SPEIT ; nom officiel en chinois : 上海交大-巴黎高科卓越工程师学院) est une école d’ingénieur née d’un partenariat stratégique entre ParisTech et l’Université Jiao Tong de Shanghai (SJTU).
L’école a ouvert ses portes le 13 septembre 2012, sur le campus Minhang de l’université Shanghai Jiao Tong. 
La signature de l’accord créant l’École d'Ingénieur SJTU-ParisTech a eu lieu le 8 avril 2012 à l’université Shanghai Jiao Tong. Au cours de cette même cérémonie, un accord a également été signé avec le district de Minhang. Cet accord prévoit la construction d’un bâtiment destiné à ParisTech Shanghai Jiaotong, au sein de la zone de développement industriel et éducatif de Minhang. 
Le 24 octobre 2012, l'école a été officiellement accréditée par le ministère de l’éducation chinois pour délivrer les diplômes de bachelor et de master de l’université SJTU.
Le 26 avril 2013, l'école a été inaugurée par le président de la République française François Hollande. Le président a également donné un discours devant les étudiants chinois.
Du 26 avril au 25 mai 2014, l'école organise un mois de la science et de la culture. Ce programme a été labellisé par le Ministère des Affaires étrangères comme un projet phare dans le cadre de la célébration du 50e anniversaire des relations diplomatiques entre la République française et la république populaire de Chine.

## Contexte
Depuis les années 2000, SJTU et ParisTech développent des programmes de coopération, incluant des programmes d’échanges d’étudiants et de professeurs entre la Chine et la France, la mise en œuvre de programmes de formation comme des doubles diplômes ou encore des séminaires de recherche. 
SJTU et ParisTech sont des établissements d’excellence au niveau mondial dans des disciplines comme l’IT, la mécanique et l’énergie. Ces disciplines ont été choisies comme domaine de spécialisation de l'école.  
Du côté français, quatre écoles de ParisTech sont impliquées dans le projet : 
- École polytechnique
- ENSTA ParisTech
- Mines ParisTech
- Télécom ParisTech

Pour ParisTech, cette action est emblématique de son action de promotion à l’étranger de la formation d’ingénieur à la française,.

## La formation
L'école ParisTech Shanghai Jiao Tong propose une formation d’ingénieur d’excellence, inspirée du modèle des grandes écoles d’ingénieurs en France.
Sélectionnés selon les exigences de l’université de Shanghai Jiao Tong au concours national d’entrée à l’université (Gaokao), les étudiants suivent un programme de formation d’ingénieur inspiré du modèle français (classe préparatoire puis école d'ingénieur), avec un cycle intégré en 6 ans. 
L'école accueille chaque année une promotion de cent étudiants chinois, auxquels s'ajoutent des étudiants internationaux sélectionnés à partir d'un concours spécifique.

### Une formation pluridisciplinaire
Les étudiants suivent une formation pluridisciplinaire associant disciplines scientifiques, sciences humaines et management en liaison étroite avec le monde industriel. La formation est composée de deux cycles de trois années. Le cycle fondamental, inspiré du modèle des classes préparatoires scientifiques en France, permet aux étudiants d’acquérir un socle de formation scientifique solide. 

### Trois domaines de spécialité
Au cours du cycle ingénieur, les étudiants choisissent l’une des spécialités suivantes : 
- Technologies de l’information
- Mécanique
- Ingénierie de puissance et énergie

### Une formation tournée vers l’entreprise et l'innovation
Au cours des six années de formation, les étudiants acquièrent les méthodes, les connaissances et les outils essentiels au métier d’ingénieur, afin de pouvoir analyser et résoudre les problèmes posés dans le monde actuel. La formation prévoit des stages industriels obligatoires pour tous les étudiants, qui sont alors immergés dans le monde de l’entreprise et confrontés à la réalité de la vie professionnelle. La méthode, la rigueur, l’initiative et la créativité sont au cœur des objectifs pédagogiques de l'école. 

### Une formation internationale et multiculturelle
L’école offre une formation à dimension internationale. Durant ce cursus l’ensemble des étudiants suit une formation trilingue en français, chinois et anglais, avec une période d’étude ou de stage en France. L’école accueille également des élèves ingénieurs des écoles de ParisTech.

### Business Club
Les entreprises sont au cœur de la vie de l’école ParisTech Shanghai Jiao Tong. Présents dans les instances décisionnelles et scientifiques et l’école, présents également tout au long de la formation, les partenaires industriels sont en interaction permanente avec l'école. La formation d'ingénieur d'excellence constitue pour ces entreprises un réel enjeu pour leur développement en Chine et sur la scène internationale 
Dans ce but, et selon la longue tradition de partenariat entre ParisTech et le monde industriel, un club d’entreprise a été créé autour de cette école. 
À la date d’inauguration de l’école ParisTech Shanghai Jiao Tong, 3 entreprises sont partenaires de l’école : SAFRAN en tant que membre fondateur, ainsi que PSA Peugeot Citroën et Axa Private Equity (devenu Ardian en 2013) en tant que membres du Business Club. Le groupe Valeo, fortement implanté en Chine, a rejoint le Business Club le 2 mars 2015. 
Les frais de scolarité de la formation s’élèvent à 45 000 RMB par an pour les élèves chinois et de 90 000 RMB par an pour les élèves internationaux. Grâce au soutien des entreprises partenaires, les étudiants peuvent bénéficier de bourses d’excellence et de bourses sociales.